# Шосе Президента Дутри
Шосе президента Дутри або Родовіа-Презіденті-Дутра (порт. Rodovia Presidente Dutra), неофіційно відома як Віа-Дутра (Via Dutra, офіційне позначення SP-60 або BR-116) — федеральна автодорога на сході бразильського штату Сан-Паулу та на південному заході штату Ріо-де-Жанейро. Дорога проходить через такі міста як Сан-Паулу, Жакареї, Сан-Жозе-дус-Кампус, Таубате, Піндамонангаба, Гуаратінгета, Резенді, Барра-Манза і Ріо-де-Жанейро.
Це одна з найважливіших доріг Бразилії через те, що вона сполучає найбільші та економічно найважливіші міста країни, перетинаючи її найбагатші райони, розташовані в долині Параїба. Це головна ланка, що сполучає Південний та Північно-східний регіони країни.
Хоча перша дорога між Сан-Паулу і Ріо-де-Жанейро вже існувала з 1928 року, в 1940-х роках урядом Еуріку Гаспара Дутри було прийняте рішення про будівництво швидшого та безпечнішого шляху між цими містами, що спочатку називався BR-2. Одразу це була дорога з двома смугами в кожному напрямку, проте до 1967 року вона була розширена до 4 смуг в кожному напрямку на всьому протязі. В 1970-тих роках частина руху була перенесена на шосе Робітників, зараз шосе Айртона Сенни, а в 1990-х роках — на шосе Губернатора Карвалью Пінту.
З 1996 року за контрактом з урядом шосе керується приватною компанією NovaDutra S/A, що бере плату за проїзд. Компанія також відповідає за обслуговування та підтримку якості дороги.